# Namir Alispahić
Namir Alispahić (* 16. dubna 1995, Bugojno) je bosenský fotbalový útočník, naposledy působící v roce 2018 ve švédském klubu Sandvikens.

## Klubová kariéra
Odchovanec bosenského klubu NK Čelik Zenica zde nastupoval v dospělém fotbale v letech 2013–2015. V lednu 2014 byl na testech ve švýcarském klubu FC Zürich.
V létě 2015 přestoupil do slezského klubu FC Baník Ostrava. V 1. české lize debutoval 8. 8. 2015 v utkání proti FK Mladá Boleslav (remíza 2:2).

## Reprezentační kariéra
Reprezentoval Bosnu a Hercegovinu v mládežnických kategoriích U17 a U19.